# Оси-павуколови
Оси-павуколови, помпілові, дорожні оси (Pompilidae) — родина перетинчастокрилих комах з групи ос. Одиночні паразитоїдні оси, личинки яких розвиваються, поїдаючи павуків. Дорослі оси часто трапляється на суцвіттях трав'янистих квіткових рослин, де живляться пилком та нектаром, також ривками повзають по відкритому ґрунту, зокрема по дорогах. Описано майже 5 тисяч видів павуколовів, об'єднаних у 125 родів, найбільше вони представлені в тропічних країнах. В Україні понад 50 видів.
Родину поділяють на 5 підродин:
- Ctenocerinae
- Notocyphinae
- Ceropalinae
- Pepsinae
- Pompilinae

Серед декількох видів описано клептопаразитизм.